# Andréi Demanov
Andréi Yuriévich Demanov –en ruso, Андрей Юрьевич Деманов– (Kúibyshev, URSS, 15 de julio de 1985) es un deportista ruso que compitió en halterofilia.
Ganó cinco medallas en el Campeonato Europeo de Halterofilia entre los años 2006 y 2014.

## Palmarés internacional
| Campeonato Europeo | Campeonato Europeo          | Campeonato Europeo | Campeonato Europeo |
| Año                | Lugar                       | Medalla            | Categoría          |
| ------------------ | --------------------------- | ------------------ | ------------------ |
| 2006               | Władysławowo (Polonia)      | Medalla de plata   | 94 kg              |
| 2008               | Lignano Sabbiadoro (Italia) | Medalla de plata   | 94 kg              |
| 2009               | Bucarest (Rumania)          | Medalla de bronce  | 94 kg              |
| 2011               | Kazán (Rusia)               | Medalla de oro     | 94 kg              |
| 2014               | Tel Aviv (Israel)           | Medalla de oro     | 105 kg             |